# Audrey Stevens Niyogi
Audrey Stevens Niyogi (21 juillet 1932 - 28 février 2010) est une biochimiste américaine, surtout connue comme co-découvreuse de l'ARN polymérase,.

## Enfance et formation
Audrey Stevens Niyogi naît en 1932 dans une ferme près de Leigh, au Nebraska. Troisième enfant de Louise et John Stevens, elle a un frère aîné, Travis, et une sœur jumelle, Ardyce. Plus tard, la famille déménage dans une autre ferme à environ 15 km de Wayne, dans le même État américain. Alors qu'elles sont adolescentes, Audrey et Ardyce sont mises en pension dans une famille en ville afin de pouvoir aller au lycée sans avoir à faire de longs trajets.
Après deux ans d'études au Nebraska State Teachers College (aujourd'hui Collège d'État de Wayne), elle obtient une licence en chimie à l'université d'État de l'Iowa en 1953 et un doctorat en biochimie à l'université Case Western Reserve en 1958.

## Carrière scientifique
Alors qu'elle est chercheuse postdoctorale au NIH, Audrey Stevens mène de manière indépendante des expériences originales démontrant la synthèse de l'ARN dans les cellules d'Escherichia coli. Elle est ainsi l'une des quatre chercheurs à qui l'on attribue la découverte de l'ARN polymérase. À partir de là, Audrey Stevens devient professeure à la faculté de médecine de l'université de Saint-Louis, puis pendant un temps à la faculté de médecine de l'université du Maryland, avant de s'installer au laboratoire national d'Oak Ridge, où elle reste jusqu'à la fin de sa carrière.
En 1972, elle isole, à partir d'E.coli infectées par le bactériophage T4, une protéine de 10 kDa qui inhibe l'ARN polymérase. Cette protéine est un facteur antisigma (en) qui contrarie la transcription bactérienne (en). Il est nommé en son honneur « inhibiteur d'Audrey Stevens ».

## Élection à l'Académie nationale des sciences
En 1998, Audrey Stevens Niyogi est élue à l'Académie nationale des sciences en reconnaissance de ses nombreuses et précieuses contributions au domaine de la biochimie.

## Vie personnelle
Audrey Stevens épouse en 1964 un autre biochimiste, Salil Kumar Audrey Niyogi. Ils restent mariés jusqu'à leur décès en 2010. Ensemble, ils ont deux fils, Krishna et Dev Audrey Niyogi, qui ont également poursuivi des carrières dans les sciences biologiques,. Après la naissance de son deuxième fils en 1967, afin de consacrer plus de temps à son rôle de parent, Audrey transforme officiellement son poste au laboratoire d'Oak Ridge l'ORNL en un poste à mi-temps. Bien qu'elle continue à travailler un nombre d'heures plus proche du temps plein, cela lui donne la possibilité d'être plus disponible pour ses enfants. Elle continue à mener des expériences et à publier dans des revues scientifiques évaluées par des pairs jusqu'à la fin de la soixantaine.